# Nina Dobrev
Nina Dobrev (Bulgaars: Нина Добрев), geboren als Nikolina Kamenova Dobreva (Bulgaars: Николина Каменова Добрева), (Sofia, 9 januari 1989) is een Canadees-Bulgaarse actrice en model.

## Biografie
Nina Dobrev is in Bulgarije geboren en verhuisde met haar ouders en haar broer naar Toronto in Canada toen ze twee jaar was. Ze was al vroeg geïnteresseerd in dans, gymnastiek, theater, muziek en acteren. Ze ging naar de Dean Armstrong-acteerschool en werd ontdekt door verschillende agentschappen. Van daaruit kwam haar acteercarrière op gang. Intussen ging Dobrev ook sociologie studeren aan de Ryerson University in Toronto. Ze is vooral bekend geworden door haar rol in de serie The Vampire Diaries, waarin ze meerdere rollen speelde – Elena Gilbert, Katherine Pierce aka Katerina Petrova, Amara en Tatia. Ze verliet de serie in 2015, na zes seizoenen. In seizoen 8 keerde Dobrev terug en verscheen ze in de laatste aflevering.
In 2011 werd de film Arena opgenomen, waarin ze, naast onder meer Samuel L. Jackson, een hoofdrol vertolkt. In datzelfde jaar deed ze, in de rol van Candace, ook mee aan de film The Perks of Being a Wallflower.
In 2010 kregen Nina Dobrev en Ian Somerhalder een relatie door de serie The Vampire Diaries, Deze relatie eindigde in 2013. 

## Filmografie
- Bibsys: 11017514
- Biblioteca Nacional de España: XX5406271
- Bibliothèque nationale de France: cb16530455v (data)
- Gemeinsame Normdatei: 101852312X
- International Standard Name Identifier: 0000 0000 6596 248X
- Library of Congress Control Number: no2009100987
- Nederlandse Thesaurus van Auteursnamen: 330631055
- Système universitaire de documentation: 185351964
- Virtual International Authority File: 91111331
- WorldCat: E39PBJpV9FhQXrpWyqFkcM6kDq